# العوامة
 العوامة (بالإنجليزية: LAAOUAMA)‏ هي جماعة قروية تابعة لعمالة طنجة أصيلة ضمن جهة طنجة تطوان بالمغرب. تابعة لدائرة أصيلة و قيادة العوامة. و يحد الجماعة شمالا مدينة طنجة و غربا الجماعة القروية بوخالف و جنوبا الجماعة القروية الزينات ، في حين يحدها شرقا الجماعتين القرويتين : الجوامعة و البحراويين . على مساحة تقدر ب 80 كلم مربع . بلغ مجموع عدد سكان  العوامة حسب إحصاءات 2004 حوالي 20541 نسمة يعيشون في 3834 أسرة.

## التسمية
تعود تسمية الجماعة (العوامة) إلى مدشر العوامة الذي يعد مركز الجماعة ، و أكبر مداشرها و تنتمي الجماعات صغيرة لتكون مجموعة من الأحياء منهم خندق الورد. الديموس.والتي تنتمي  إلى مدينة {طنجة} بالمغرب

## المداشر و القرى
تتكون أراضي الجماعة من 21 مدشر مختلف الحجم هي :
بني توزين - الحامة - الحجر الأصفر - خندق الدير - خندق الورد - الدايموس - السلاويين - الشاوية - الشريعة - ظهر لغميش - عزيب أبقيو - العوامة (المركز) - عين دالية الكبيرة - عين دالية الصغيرة - عين مرطود - الكدية - كوارث المشاعلة - الگنبورية - المحارزة - المشاعلة - المنبر .
حاليا تعد مداشر : بني توزين - الحجر الأصفر - خندق الدير - خندق الورد - ظهر لغميش - عزيب أبقيو - العوامة - الكدية - الگنبورية و المنبر ضمن المجال الحضري لمدينة طنجة

## الجغرافيا
تنتمي المنطقة إلى منطقة السهول المتوسطية و بالتالي يغلب عليها طابع السهول باستثناء بعض التلال المرتفعة تتركز في المنطقة الشرقية ، و يعد تل : طهر علي بارتفاع 194 م أعلى نقطة في الجماعة . و يتراوح الارتفاع في المنطقة عموما بين 22 م و 194 متر في حين يعادل المعدل 74 م عن سطح البحر .

### المساحة
تبلغ مساحة الجماعة 80 كلم مربع . نسبة كبيرة من هذه المساحة تقع حاليا ضمن المدار الحضري لمدينة طنجة و التي مازالت تزحف بجد نحو جميع مداشر العوامة .

### الموارد المائية
تتوفر الجماعة على شبكة مهمة من الأنهار و المجاري المائية المتنوعة من أهمها أنهار : مغوغة - بني الغياث - الصابون - الوادي الكبير - سيدي العربي - القصيار - مغاير - بوگدور - الغابة - برشيخ و الگنبورية .
كما أن الجماعة لا يفصلها الكثير عن بحيرة 09 أبريل الصناعية .

## التاريخ
معظم قرى الجماعة أنشئت خلال القرن الخامس عشر على يد المهاجرين الأندلسيين القادمين من قادس و طريفة و الجزيرة الخضراء و جبال البشارات عبر مينائي القصر الصغير و طنجة ، و يتعلق الأمر بمداشر : عين دالية الصغيرة - عين دالية الكبيرة - العوامة - الحجر الأصفر - خندق الورد - خندق الدير - الكدية - المنبر - الدايموس - الشريعة - عين مرطود و الحامة .
و قد لعبت هذه المداشر دورا كبيرا في إيواء المجاهدين ضد الاحتلال البرتغالي كما شكلت خطا دفاعيا مهما جنوب شرق مدينة طنجة .
سنة 1684 اكتسح السلطان إسماعيل بن علي الشريف العلوي كل مناطق الفحص بما فيها منطقة العوامة و قام بإقطاع قادة جنده العديد من الأراضي فقام هؤلاء بتأسيس قرى متناثرة قطنها من فضل المقام من جنوده و يمكن تقسيم هذه القرى إلى قسمين : قرى قطنها عسكر الريف و يتعلق الأمر بقرى : العوامة و التي قطنها جند قبيلة تمسمان - عزيب أبقيو و التي قطنها جند قبيلة بقيوة - بني توزين و التي قطنها جند قبيلة بني توزين - كوارث المشاعلة و التي قطنها جند قبائل بني يزناسن و كبدانة و طريفة - المحارزة و التي قطنها جند قبائل كبدانة و ايث وليشك و الگنبورية و التي قطنها جند قبيلة ايث عمارث .
و مداشر قطنها عسكر الأعراب من رياح و بني هلال و يتعلق الأمر بمداشر : المشاعلة و التي قطنها جند الشاوية - الشاوية و قطنها كذلك جند الشاوية - السلاويين و قطنها جند حوز سلا من قبائل رياح و بني حسن . و تسمى هذه القرى : عامر الفحص ، لأن أهلها ينتمون إلى بني عامر بن صعصعة

## العوامة
تقع قرية العوامة على الضفة اليسرى لنهر مغوغة بمحاذاة مدينة طنجة شمال الجماعة . و تعود نشأة هذه القرية إلى أواخر القرن الخامس عشر على إثر هجرة وادي أليان الشهيرة . حيث قام أندلسيو وادي أليان غرب أنجرة بهجرة جماعية منذ سنة 1463 نحو المنطقة .
لكن التأثير الكبير للقرية لم يظهر حتى العهد العلوي ، بعد إقطاع أراضيها لجند قبيلة تمسامان حيث تضاعفت حينئذ مساحة القرية و تضاعف معها مركزها الديموغرافي و الاجتماعي ، حيث أصبحت العوامة مركز قبيلة الفحص . فمكانة قبيلة تمسمان ضمن جند الريف الكبيرة منحت العوامة مركزا مماثلا داخل قبيلة الفحص .
أواخر القرن التاسع عشر كان في المداشر المذكورة أعلاه ما يعادل 4.480 نسمة حسبما ذكر في كتاب طنجة و منطقتها . منهم نحو 700 نسمة في العوامة وحدها . مما جعلها أكبر مدشر في الفحص خارج نطاق مدينة طنجة .

## الاقتصاد

### الفلاحة
تعد المناطق القروية من أراضي الجماعة مناطق فلاحية بامتياز . حيث تبلغ المساحة المزروعة في أراضي الجماعة ما يعادل 4.817 هكتار تتوزع كالآتي :
| الصنف المزروع       | المساحة بالهكتار |
| ------------------- | ---------------- |
| الحبوب              | 1.077            |
| القطاني             | 99               |
| المزروعات التسويقية | 51               |
| الخضروات            | 72               |
| المساحة المشجرة     | 1.161            |
| الأعلاف             | 2.357            |

كما يحظى نشاط تربية المواشي بأهمية كبيرة لدى سكان الجماعة نظرا لانتشار المراعي الكبير و تتنوع رؤوس المواشي حسب الأنواع كالآتي :
| الصنف   | عدد الرؤوس |
| ------- | ---------- |
| الأبقار | 3.056      |
| الأغنام | 9.309      |
| الماعز  | 119        |

### الصناعة
خلال العقدين الأخيرين تحولت المهام الأساسية في الجماعة بالتدريج من الميدان الفلاحي إلى الميدان الصناعي . و تتوفر الجماعة حاليا على منطقتين صناعيتين كبريتين هما :
- المنطقة الصناعية عين دالية الكبيرة بمساحة 37 هكتار
- المنطقة الصناعية الشاووية بمساحة 40 هكتار .

## الديموغرافيا
أواخر القرن التاسع عشر ، كان تعداد سكان قرى العوامة لا يتعدى 4.480 نسمة . لكن هذا العدد استمر في الارتفاع ليصل إلى 10.286 نسمة في إحصاء 1994 ، ليأخذ بعد ذلك هذا التزايد منحى آخر بسبب الزحف الحضري لمدينة طنجة فيصل التعداد إلى 20.541 نسمة في إحصاء 2004 ثم 38.971 نسمة سنة 2013 . نتيجة للهجرة الكبيرة من القرى المجاورة و حتى من مناطق الريف الشرقي . فسنة 2004 كان 7.7 بالمئة من سكان الجماعة لا يعتبرون اللهجة الجبلية لهجتهم الأم . و كان 6,4 بالمئة من سكان الجماعة يتحدثون اللغة الأمازيغية باللهجة الريفية داخل منازلهم .

## إحصاء عام
| السنة | عدد السكان | عدد الأسر | عدد الأجانب |
| ----- | ---------- | --------- | ----------- |
| 1994  | 10286      | 1832      | °°°°        |
| 2004  | 20541      | 3834      | 1           |

## الدين
كل سكان الجماعة هم من المسلمين السنة من أتباع المذهب المالكي . مع تشبع كبير بالطرق الصوفية و بالأخص الطريقة العجيبية التي تنتشر في معظم القرى و يوجد لها زاوية (خانقاه) بمدشر الحجر الأصفر و الطريقة الوزانية و التي تنتشر بكثرة في منطقة عامر الفحص و بالأخص مدشر السلاويين . و يتواجد بالجماعة 29 مسجدا منهم ثلاثة مساجد في المركز .